# Eschenkrug (Schmerblock)
Eschenkrug ist ein Wohnplatz in der Gmina Cedry Wielkie im Powiat Gdański der Woiwodschaft Pommern in Polen. Das Gebiet gehört zum Schulzenamt Błotnik (Schmerblock).

## Geographie

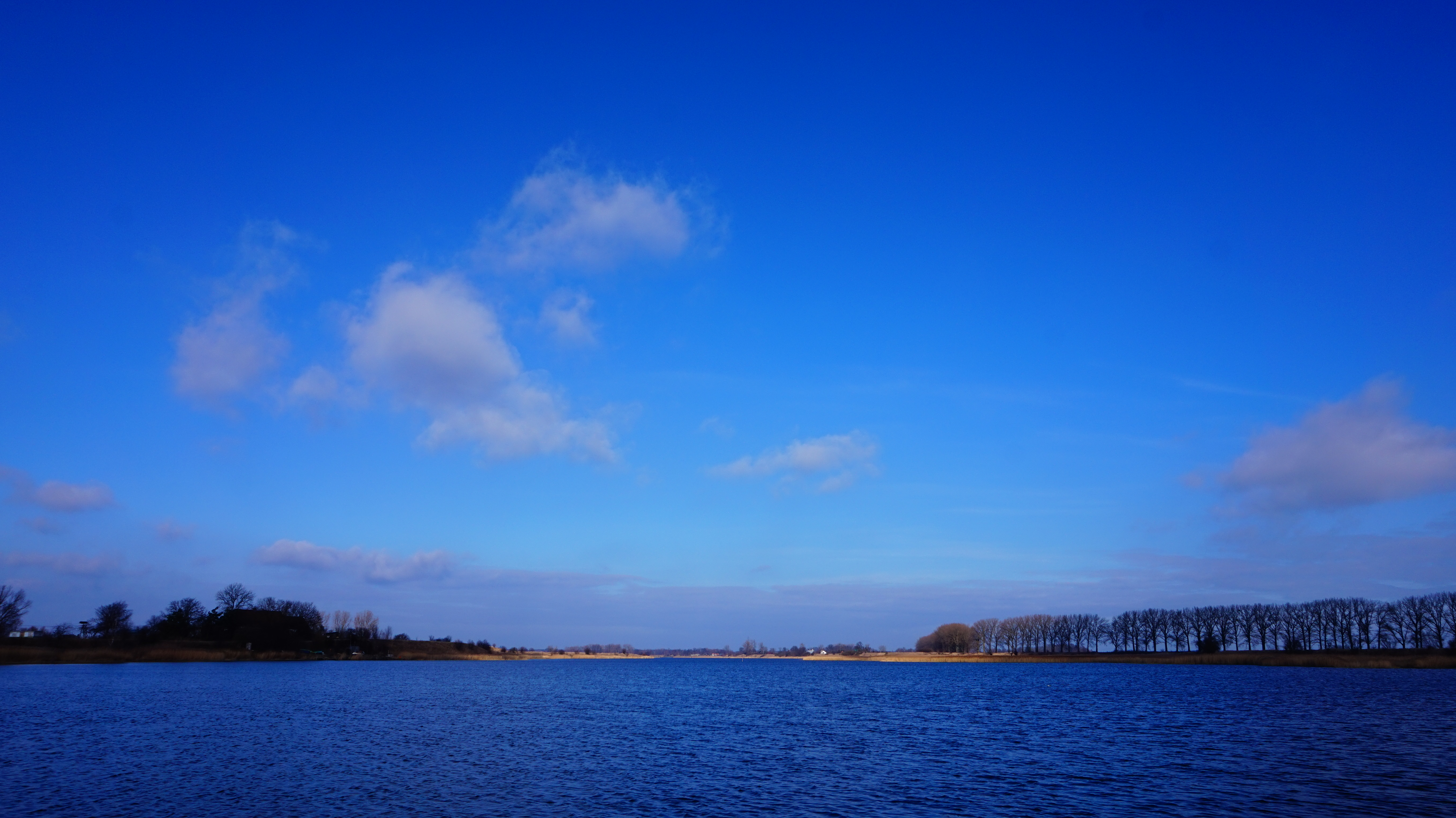
Der Wohnplatz liegt links in den Bäumen, 2016

Der Ort liegt etwa 25 Kilometer südöstlich der Stadtmitte Danzigs an der Martwa Wisła (Tote Weichsel). Das Gebiet gehört zum Żuławy Wiślane (Werdergebiet des Weichsel-Nogat-Deltas). Am jenseitigen Ufer lag der Schusterkrug (polnisch Szewce), und etwa 1500 Meter südlich der Bollenkrug. Im Osten verläuft der Weichseldurchstich. Nachbarorte sind Przegalina (Einlage) im Norden und Błotnik im Süden.

## Geschichte
Krüge hatten neben dem Krugrecht meist die Aufgabe, als Wachhaus für den Deich zu dienen. Die jenseitige „Einlage“ bezeichnete auch einen Polder, der bei Hochwasser und Eisstau den Druck von den Deichen nahm. Das Gebiet gehört ab 1454 der Stadt Danzig. Der Eschenkrug lag unweit des Danziger Haupts, das bis 1657 zur Festung ausgebaut wurde, aber zum Ende des 17. Jahrhunderts geschleift wurde. Er ist in Landkarten des 18. Jahrhunderts verzeichnet.
Mit den Polnischen Teilungen wurde das Danziger Gebiet von Preußen annektiert. In den Jahren von 1807 bis 1813 gehörte es zur Republik Danzig. Am 1. Januar 1874 wurde die Kreisordnung für die Provinz Preußen eingeführt, diese wurde vier Jahre später wieder in die Provinzen Ost- und Westpreußen geteilt. Am 25. April 1874 wurde der Amtsbezirk Käsemark gebildet. Der Ort Schmerblock war eine Landgemeinde im Landkreis Danzig (ab 1887 Kreis Danziger Niederung), zu der auch der Wohnplatz Eschenkrug gehörte. Dieser hatte 1885 sechs Einwohner. Evangelische waren nach Käsemark  eingepfarrt, Katholiken nach Gemlitz und ab 1869 nach Wotzlaff. Die Kirchdörfer gehören seit 1973 zur Gmina Cedry Wielkie (Landgemeinde Groß Zünder).
Mit dem Weichseldurchstich wurde 1895 die Danziger Weichsel zur „Toten Weichsel“. Eine Wagenfähre beim Schusterkrug verband die Landgemeinden Schmerblock und Schönbaum. Im Jahr 1905 wurde die Schmalspurbahn der Westpreußischen Kleinbahnen eröffnet. Südwestlich des Eschenkrugs bestand der Haltepunkt Schmerblock bei der Schule des Dorfs, südwestlich der Haltepunkt Schusterkrug. Das Gebiet wurde gemäß den Bestimmungen des Friedensvertrags von Versailles am 10. Januar 1920 an die Freie Stadt Danzig abgetreten. Nach dem deutschen Überfall auf Polen kam das Gebiet von 1939 bis 1945 völkerrechtswidrig zum Reichsgau Danzig-Westpreußen und in der Folge des Zweiten Weltkriegs an die Republik Polen. Die deutschen Bewohner wurden vertrieben.
Am 1. Januar 1973 kam das Gebiet jenseits der Toten Weichsel in die Verwaltungsgrenzen der Stadt Danzig. Der Wohnplatz kam 1973 zum Schulzenamt Błotnik. Obwohl bewohnt, erhielt er keine eigene statistische SIMC (System identyfikatorów i nazw miejscowości, Identifikationsnummer) des Główny Urząd Statystyczny (Statistisches Zentralamt). Von 1975 bis 1998 gehörte die Gmina Cedry Wielkie zur Woiwodschaft Danzig kleinen Zuschnitts, der Powiat war in dieser Zeit aufgelöst. Der Personenverkehr auf der Kleinbahn der Gdańska Kolej Dojazdowa wurde am 31. Mai 1971 eingestellt und die Gleise 1974 abgebaut.